# Honda N360
Honda N360 — кей-кар, выпускавшийся с 1967 по 1972 год японской компанией Honda. Приставка «N» в названии автомобиля расшифровывалась как norimono.

## Описание
Honda N360, представленный в марте 1967 года, оснащался рядным двухцилиндровым четырёхтактным двигателем с воздушным охлаждением объёмом 354 см3, мощностью 23 кВт (31 л. с.). Угол наклона коленвала составляет 360 градусов. Привод подаётся на переднюю ось. 
В июне 1967 года в производство был запущен универсал, получивший название LN360. Он имел горизонтально разделённые задние двери и был оснащён тем же двигателем мощностью 31 л. с. Максимальная скорость составляла 105 км/ч. Выпуск модели продолжался до конца 1971 года.
В августе 1968 года был представлен вариант N360AT с автоматической трансмиссией Hondamatic.
С конца лета 1968 года на некоторых экспортных рынках продавалась аналогичная модель — N400 (N400 L). В автомобиле применялся двигатель объёмом 401,54 см3.
В октябре 1968 года был представлен вариант N360 TS с двигателем мощностью 26 кВт (36 л. с.). В январе 1969 года автомобиль был обновлён и стал называться N360 Touring (NII).

В январе 1970 года автомобиль прошёл рестайлинг и стал называться NIII360. Выпуск модели продолжался до июня 1972 года.

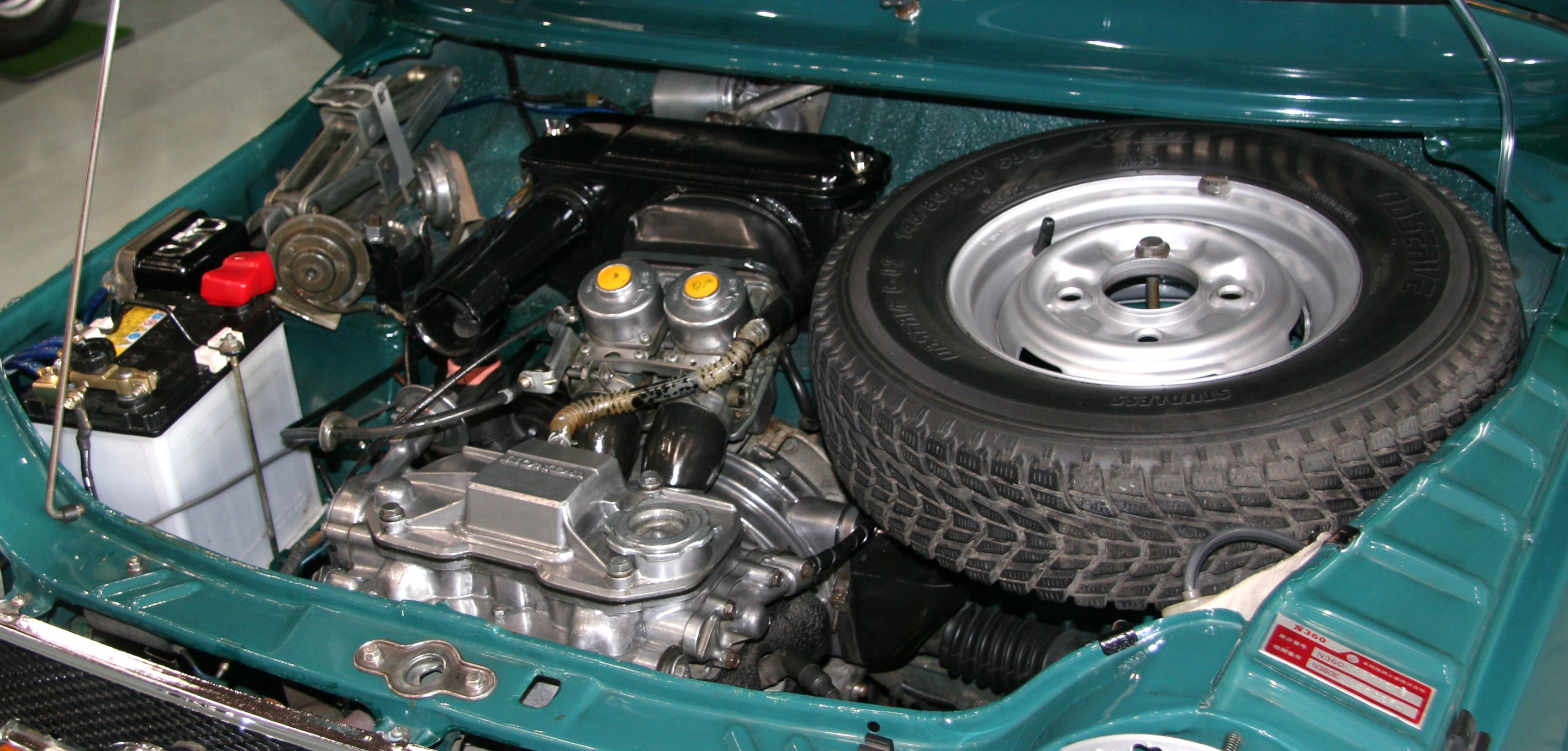
Двигатель воздушного охлаждения в моторном отсеке 1969 Honda N360
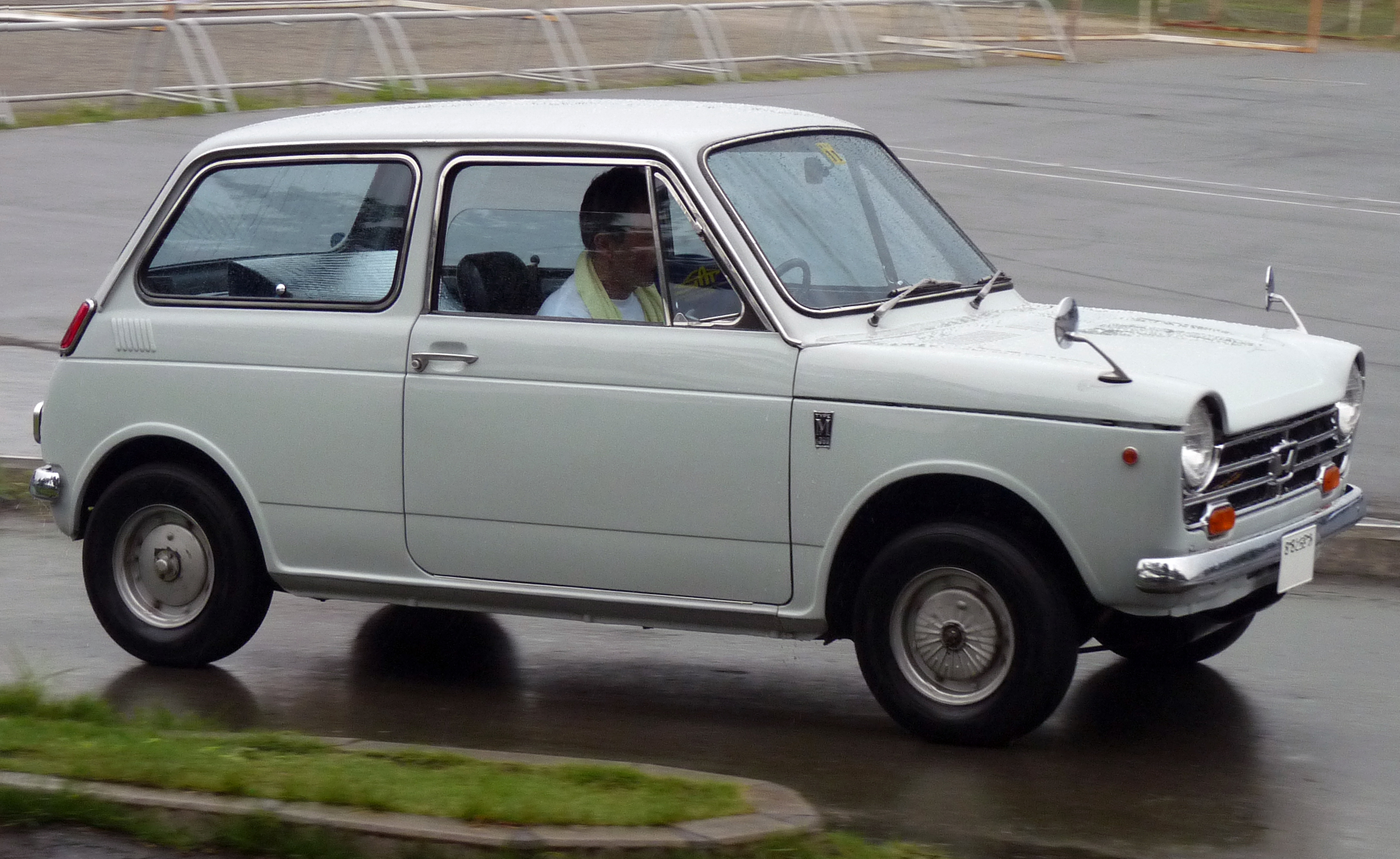
1967—1968 Honda N360 Type M
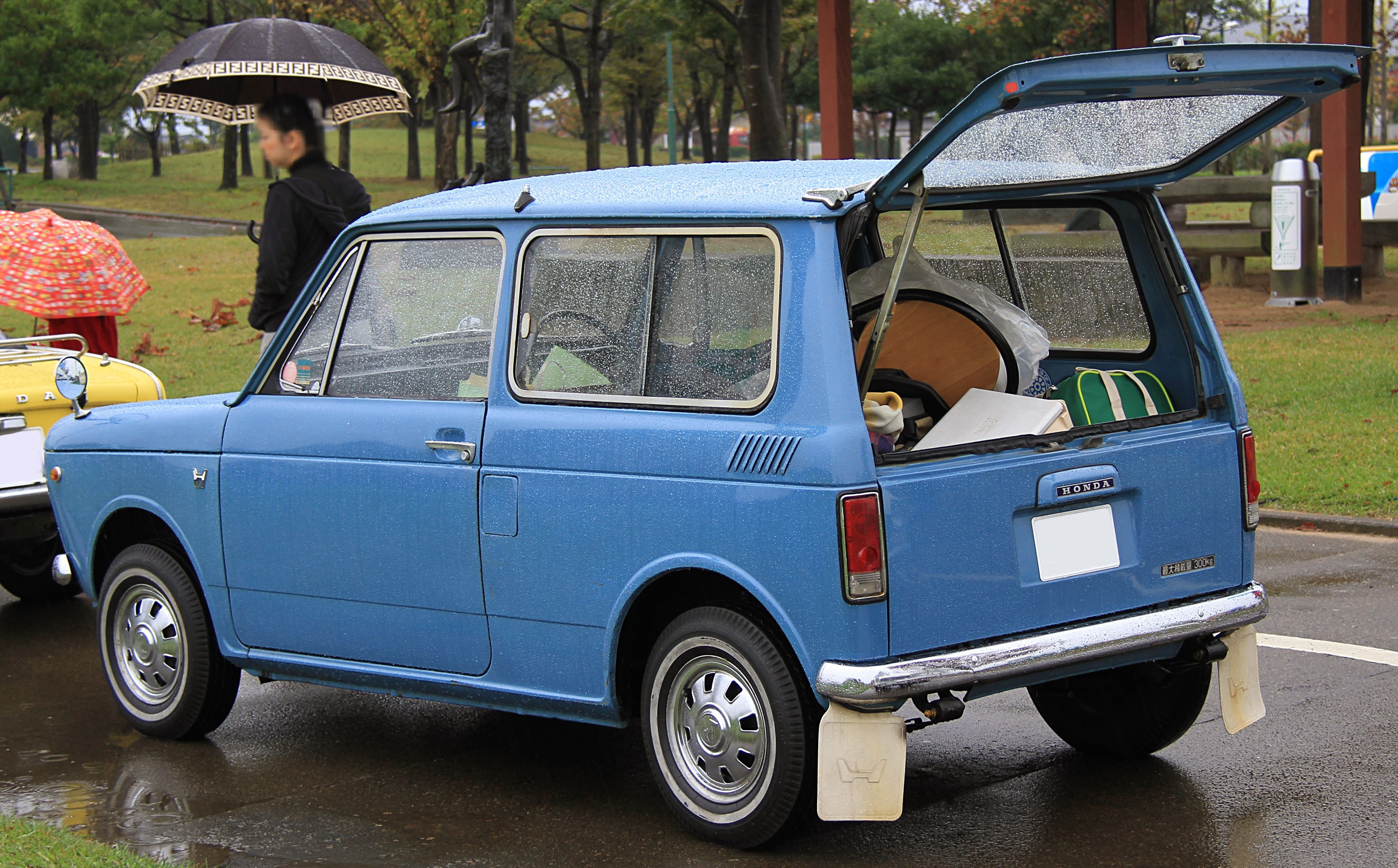
1967 Honda LN360 Van
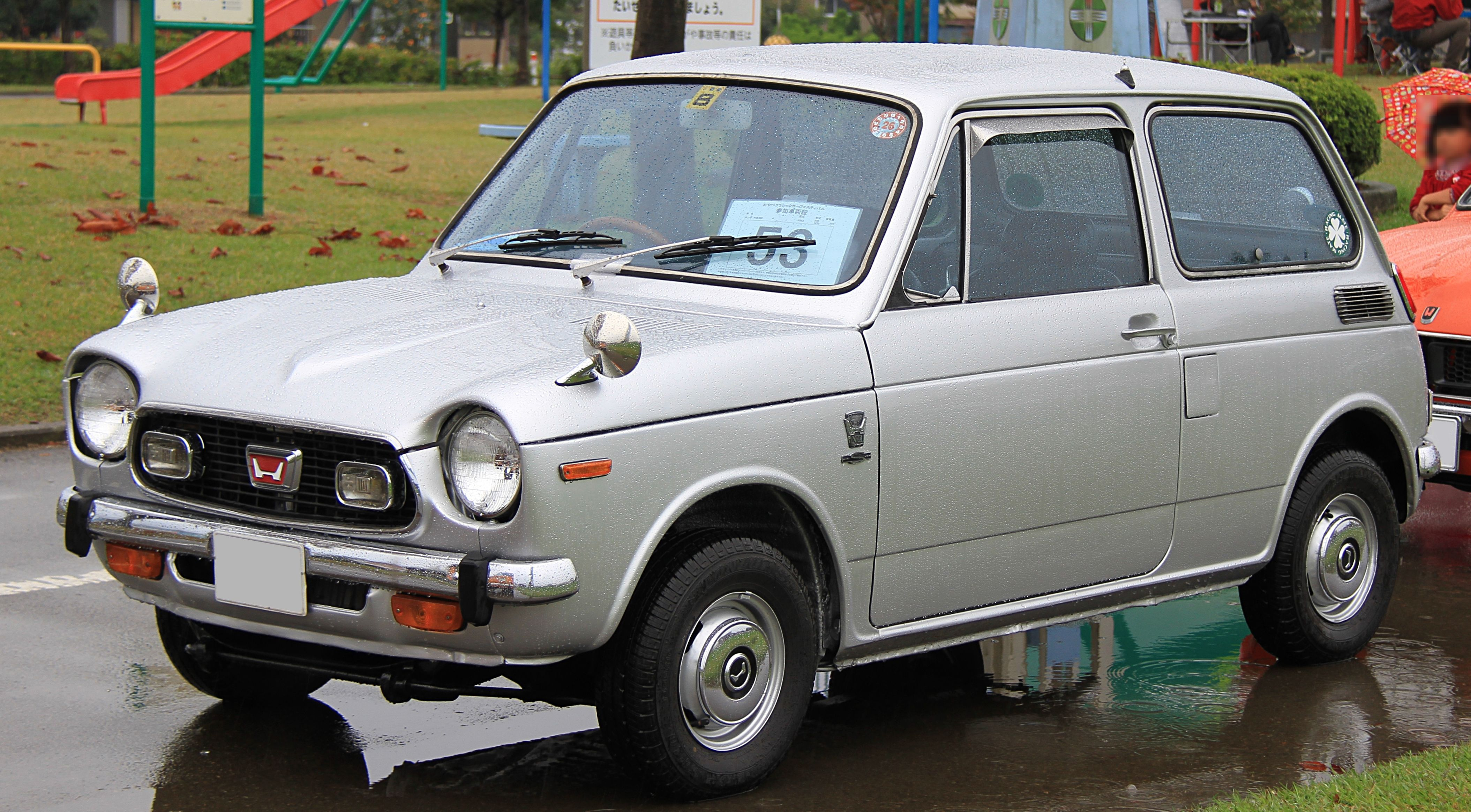
1970 Honda NIII360
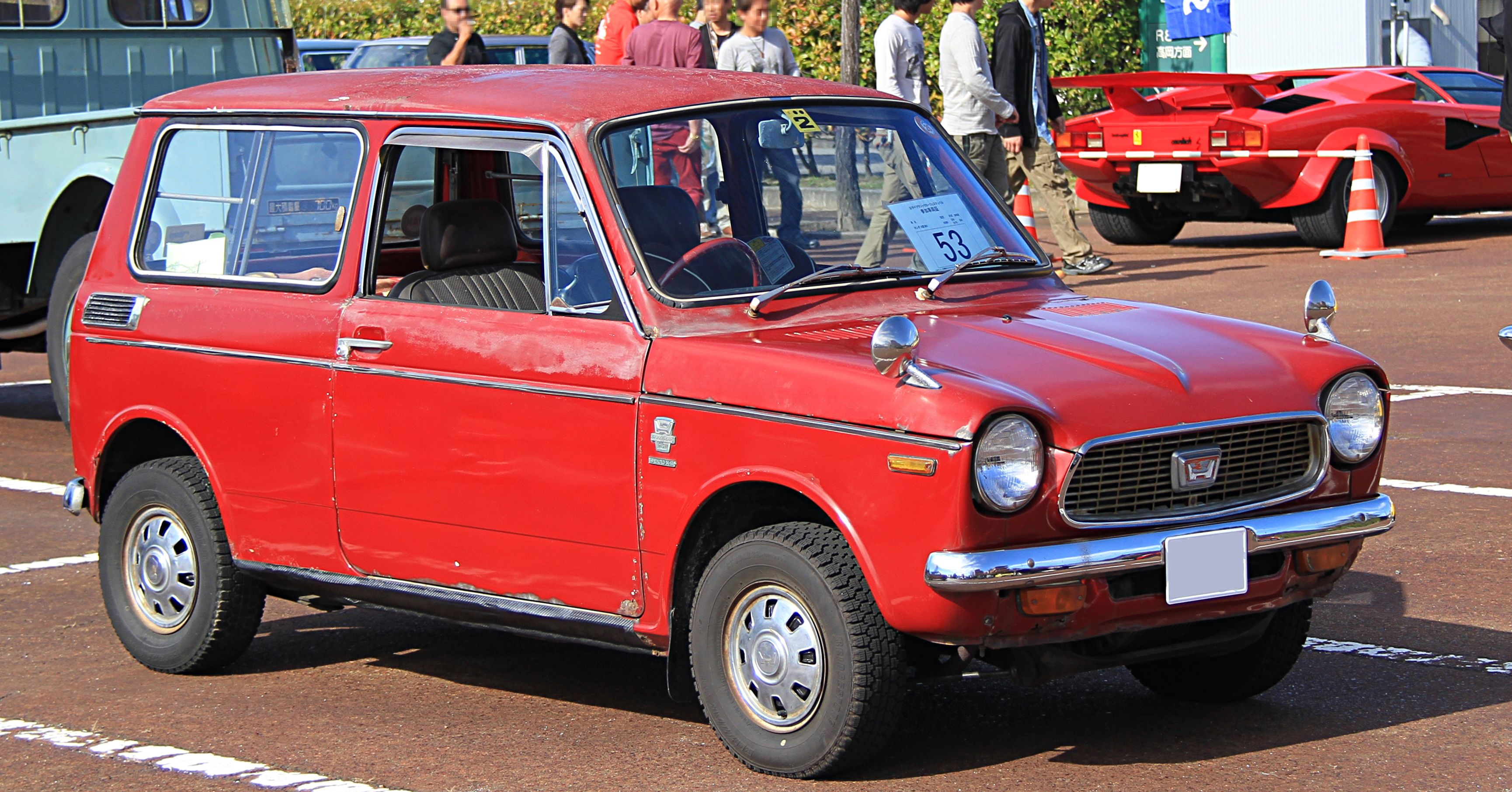
Honda LNIII 360 Van (1970—1971)

## N600
N600, разработанный для ориентации на экспортные рынки, такие как США и Европа, где автомагистрали требовали более высоких максимальных скоростей, поступил в продажу в июле 1968 года под названием N600E. Автомобиль оснащён двигателем объёмом 598 см3, мощностью 27—34 кВт (36—45 л. с.). Максимальная скорость составляла 130 км/ч. До начала 1969 года, когда N600 был снят с производства в Японии, было продано всего 1500 экземпляров.

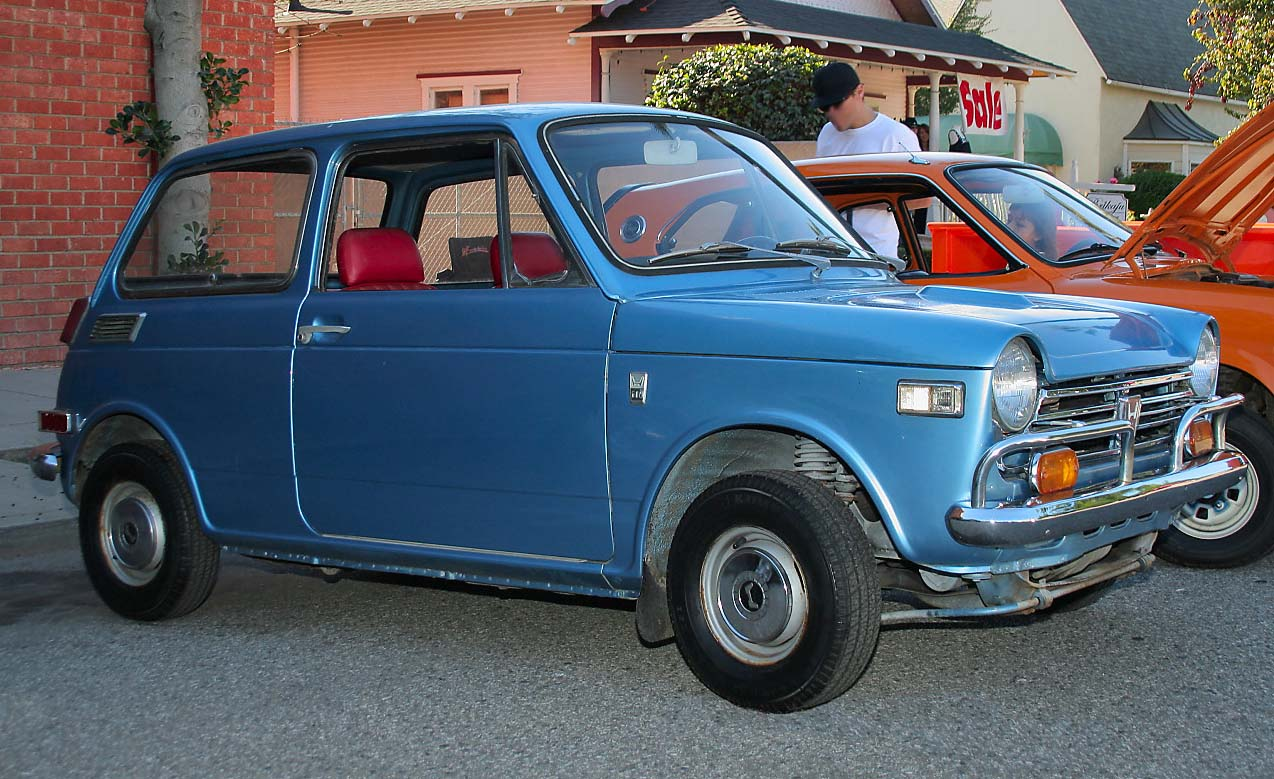
1970 Honda N600 (США)
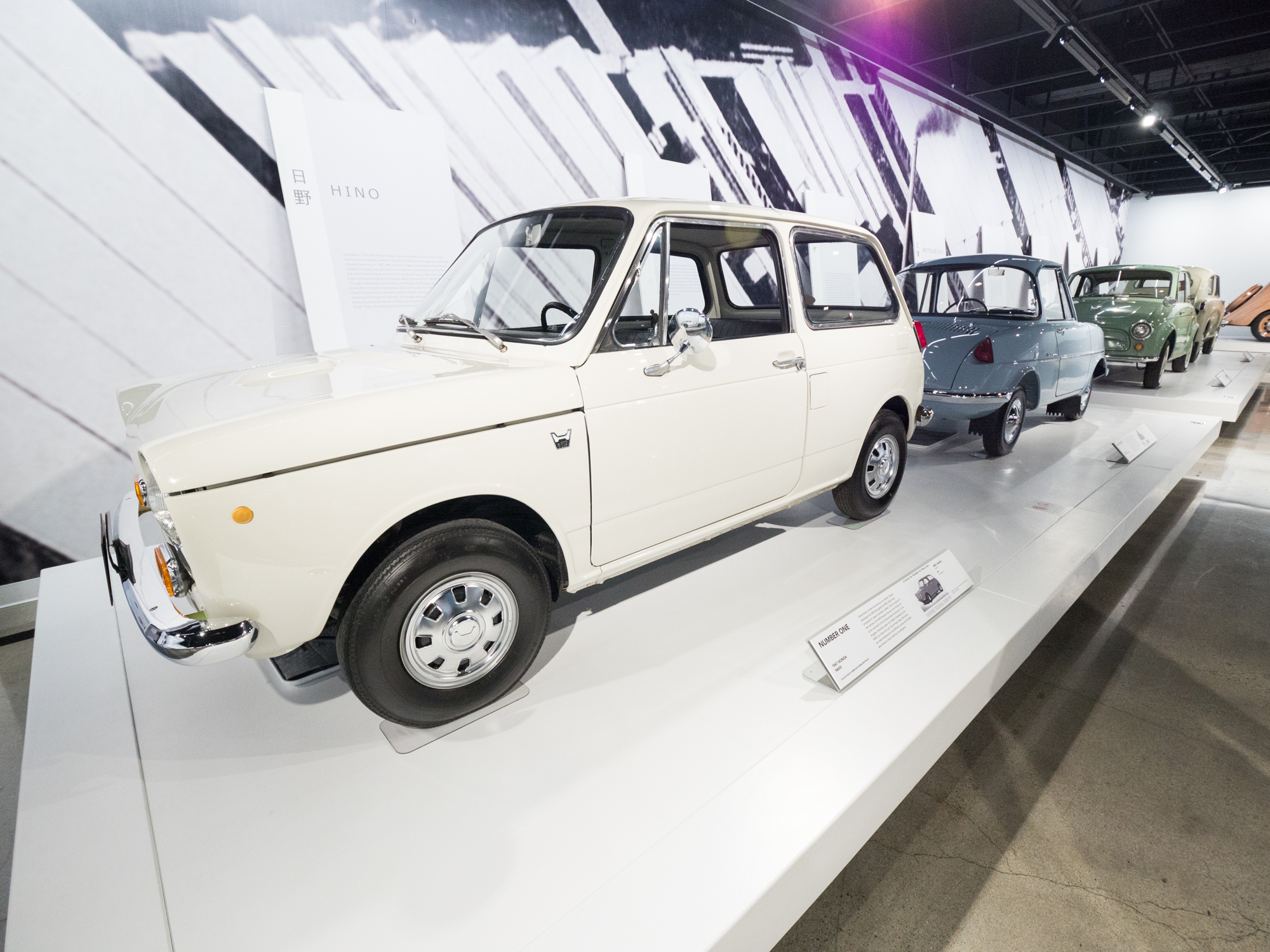
Serial Number N600—1000001 в музее Petersen Automotive Museum

## Наследие
Компания Honda отдала дань уважения N360, выпустив ряд современных автомобилей, в том числе:
- Концепт Honda EV-N, представленный в 2009 году на Токийском автосалоне.
- Кей-кар Honda N-ONE, представленный в 2012 году.